# Вир Махаан
Ринку Сингх Раджпут (англ. Rinku Singh Rajput, род. 8 августа 1988, Гопигандж, Уттар-Прадеш) — индийский рестлер и бывший бейсболист. Известен выступлениями в WWE под именем Вир Махаан.
Сингх подписал контракт с командой «Питтсбург Пайрэтс» после того, как выиграл конкурс подач в реалити-шоу «Рука на миллион долларов» в 2008 году. Он стал первым индийцем, играющим в бейсбол, и провел несколько сезонов во второстепенных лигах, дойдя до уровня Single-A. О нем снят фильм «Рука на миллион».

## Ранняя жизнь
Сингх вырос в бедности, сын водителя грузовика, в сельской деревне Гопигандж недалеко от Бхадохи в штате Уттар-Прадеш. Сингх был одним из девяти братьев и сестер, которые жили в однокомнатном доме семьи. В доме было электричество, но полагались на колодезную воду. В детстве Сингх занимался метанием копья и играл в крикет. Он был призером юношеского национального турнира по метанию копья. Сингх — выпускник спортивного колледжа имени Гуру Гобинд Сингха в Лакхнау.
В начале 2008 года Сингх принял участие в индийском реалити-шоу «Рука на миллион долларов». Конкурс был создан американским спортивным агентом Дж. Б. Бернштейном и его партнерами Эшем Васудеваном и Уиллом Чангом с целью найти в стране человека, который сможет бросить самую быструю и точную бейсбольную подачу. Сингх, никогда прежде не слышавший о бейсболе, выиграл конкурс из более чем 37 000 участников, бросив мяч со скоростью 87 миль в час. Главный приз конкурса составлял 100 000 долларов США.
После победы в конкурсе Сингх и занявший второе место Динеш Патель отправились в Лос-Анджелес, где они тренировались у тренера по питчингу Университета Южной Калифорнии Тома Хауса, который тренировал таких питчеров, как Нолан Райан и Рэнди Джонсон. Сингх сказал, что большинство членов его семьи не согласились с его решением уехать в США. В свой первый день в США они посетили первый бейсбольный матч в Университете Южной Калифорнии. Они продолжали учиться игре у Хауса и Бернстайна, а также изучать английский язык.

## Карьера в рестлинге

### WWE (2018—2024)
14 января 2018 года Сингх подписал контракт с WWE. 31 мая 2018 года он дебютировал на живом мероприятии NXT в Тампе, проиграв Кассиусу Оно. 21 марта 2019 года на живых мероприятиях NXT он стал работать под руководством Роберта Штрауса.
На эпизоде Raw от 10 мая 2020 Сингх с новым именем Вир вместе с Шанки объединился с Джиндером Махалом. В рамках драфта 2021 года Махал и Шанки были призваны на бренд SmackDown, а Вир остался на бренде Raw, положив конец их союзу.
В ноябре 2021 года в эфир начали выходить ролики с обновленным Виром, чье имя на ринге было изменено на Вир Махаан. Несмотря на то, что WWE постоянно рекламировала его возвращение на Raw, он несколько месяцев не появлялся на Raw, хотя в это время он также выступал на WWE Main Event.

## Фильм
История Сингха и Пателя легла в основу спортивного фильма компании Walt Disney Pictures «Рука на миллион», в котором Сингха сыграл Сурадж Шарма. В 2009 году компания Columbia Pictures приобрела права на экранизацию истории Сингха и Пателя. Проект застопорился, и в итоге продюсеры Джо Рот и Марк Сиарди передали фильм в компанию Walt Disney Pictures. Приобретя права на фильм, Disney наняла Тома Маккарти для написания сценария фильма. Джон Хэмм сыграл Дж. Б. Бернстайна.

## Личная жизнь
В 2012 году Сингх стал вегетарианцем после того, как стал свидетелем того, как несколько мужчин в Бхадохи гнались за курицей, чтобы убить ее. Во время своей бейсбольной карьеры он рассказывал, что перед подачей читал индуистский религиозный гимн Хануман-чалиса и слушал песню Эминема «Not Afraid».